# فرانز مون
فرانز مون (يُقرأ بالالمانية: فرانتس مون)، (اسمه الحقيقي هو فرانتس لوفلهولز) (6 مايو 1926 - 7 أبريل 2022)، هو كاتب وشاعر ألماني. كان مون رائدا في مجال الشعر التجسيدي من خلال توليفاته النصية كما فعل شريكه في الإبداع إرنست ياندل الذي أسس معه دار نشر «تيبوس» عام 1962. أراد مون من خلال القصائد الصوتية والتجارب التصويرية إحياء اللغة والتأكيد أيضا على استخدامها الأيديولوجي. كان هذا رد فعل على الفاشية والدكتاتورية النازية التي عاشها مون.
بالإضافة إلى العديد من المسرحيات والمقالات والتوليفات الإذاعية أخرج للجمهور العديد من المجلدات. عمل مون أيضا حتى عام 1991 محاضرا في إحدى دور النشر المتخصصة في الكتب المدرسية ومن أوائل التسعينات من القرن العشرين عمل في مجال الرسومات / والتصميم في كل من فرانكفورت وأوفنباخ وكارلسروه.

## وفاته
توفي يوم 7 أبريل 2022 في مدينة فرانكفورت عن عمر بلغ 95 عاما.